# Karambi (Kagera)
Karambi ist ein ländlicher Bezirk (Ward) des Distriktes Muleba in der tansanischen Region Kagera.

## Geografie
Karambi liegt im Nordwesten von Tansania zwischen dem Victoriasee und dem Burigisee. Die Fläche des Bezirks beträgt 234,9 Quadratkilometer, bei der Volkszählung 2022 lebten 26.748 Menschen in 5716 Haushalten.

## Gliederung
Der Bezirk besteht aus fünf Gemeinden (Mtaa) mit 25 Orten (Kitongoji):
| Karambi - Karambi - Rutenge - Mwemaheru - Murungu - Nyakagera | Kiguzi - Kiguzi A - Kiguzi B - Bisheko - Rigasija - Nyakigando | Itunzi - Itunzi - Bushabo - Rwihogo - Rushambya - Muziro | Kasharara - Kasharara A - Kasharara B - Nyakagoma - Nyakabwenda | Kanyamika - Kamengo - Songambele - Mlimani - Mwambasambi - Rubwela - Chajoshwa |

## Infrastruktur
- Bildung: Im Bezirk befinden sich sieben Grundschulen und eine weiterführende Schule,[6] die Jugendliche bis zur 6. Stufe ausbildet.[7]
- Gesundheit: Die staatliche Apotheke Karambi bietet Malaria-Diagnose und -Erstbehandlung, HIV-Pflege und -Behandlung, Mutter-Kind-Pflege und kleine chirurgische Eingriffe an.[8] Eine weitere Apotheke „madalena“ wird von der römisch-katholischen Kirche betrieben.[9]

## Sonstiges
Nach schweren Regenfällen im Oktober 2023 wurden in Karambi und im Nachbarbezirk Kasharunga 250 Haushalte überschwemmt und 20 Klassenzimmer zerstört.